# Prvenstvo Bugarske u softbolu
Popis prvenstava Bugarske u softbolu i osvajača naslova prvaka.
- 1993.: Dev'ls Dupnica
- 1994.: Dev'ls Dupnica
- 1995.: Akademički Sofija
- 1996.: Bejbs Blagoevgrad
- 1997.: Junak Sofija i Vojni Stara Zagora (?)
- 1998.: Akademički Sofija
- 1999.: Akademički Sofija
- 2000.: Akademički Sofija
- 2001.: Akademički Sofija
- 2002.: Dev'ls Dupnica
- 2003.: Dev'ls Dupnica
- 2004.: Bejbs Blagoevgrad
- 2005.: Bejbs Blagoevgrad
- 2006.: Atletik Sofija

## Poveznice
- Kup Bugarske u softbolu